# Tomotaka Fukagawa
Tomotaka Fukagawa (jap. 深川 友貴, Fukagawa Tomotaka; * 24. Juli 1972 in Hokkaidō) ist ein ehemaliger japanischer Fußballspieler.

## Karriere
Fukagawa erlernte das Fußballspielen in der Schulmannschaft der Muroran Otani High School und der Universitätsmannschaft der Kokushikan-Universität. Seinen ersten Vertrag unterschrieb er 1995 bei Cerezo Osaka. Der Verein spielte in der höchsten Liga des Landes, der J1 League. Für den Verein absolvierte er 58 Erstligaspiele. 1998 wechselte er zum Ligakonkurrenten Consadole Sapporo. Am Ende der Saison 1998 stieg der Verein in die J2 League ab. 2000 wurde er mit dem Verein Meister der J2 League und stieg in die J1 League auf. Für den Verein absolvierte er 84 Spiele. 2002 wechselte er zum Zweitligisten Mito HollyHock. Für den Verein absolvierte er 17 Spiele. Ende 2002 beendete er seine Karriere als Fußballspieler.